# Thrash Anthems
Albums de Destruction
Inventor of Evil
(2005) D.E.V.O.L.U.T.I.O.N.
(2008)
Thrash Anthems est une compilation du groupe de thrash metal allemand Destruction. L'album est sorti en 2007 sous le label Candlelight Records.
Cette compilation est composée de vieux titres du groupe ré-enregistrés, ainsi que de deux titres inédits, Profanity et Deposition (Your Heads Will Roll).
Une édition Digipak de l'album est également sortie. Elle contient un titre supplémentaire, Eternal Ban, ainsi que la vidéo du titre Total Desaster. Une autre version Digipak existe, sans le titre bonus, et l'ordre des titres a été également changé.

## Liste des morceaux
1. Bestial Invasion - 4:38
2. Profanity - 5:56
3. Release From Agony - 4:36
4. Mad Butcher - 3:45
5. Reject Emotions - 5:52
6. Death Trap - 4:52
7. Cracked Brain - 3:46
8. Life Without Sense - 6:22
9. Total Desaster - 3:26
10. Deposition (Your Heads Will Roll) - 5:11
11. Invincible Force - 3:44
12. Sign Of Fear - 6:36
13. Tormentor - 3:55
14. Unconscious Ruins - 4:17
15. Curse The Gods - 5:16